# Deutsche Olympiaqualifikation 1964/Sommerspiele
Dieser Artikel beschreibt die Ergebnisse der Ausscheidungswettkämpfe zur Bildung der gesamtdeutschen Mannschaft bei den Olympischen Sommerspielen 1964 in Tokio.

## Basketball
Die Vorausscheidung zwischen den beiden deutschen Basketballmannschaften wurde in Hin- und Rückspiel ausgetragen. Das Hinspiel fand am 7. Mai in der Osnabrücker Schloßwallhalle statt und das Rückspiel am 10. Mai im (Ost-)Berliner Zentralen Klub der Jugend und Sportler. Beide Spiele wurden von der ostdeutschen Auswahl mit 81:53 bzw. 77:60 gewonnen. Damit hatte sie sich für ein vorolympisches Basketballturnier qualifiziert, das vom 4. bis 13. Juni in Genf stattfand. Dort konnte sie sich nicht für das Olympiaturnier qualifizieren.

## Boxen
Die Ausscheidung im Boxen fand vom 28. bis zum 31. Mai im (West-)Berliner Sportpalast und in der Schweriner Sport- und Kongresshalle statt. Dabei fanden die Finalkämpfe am 30. Mai in Schwerin und am 31. Mai in (West-)Berlin statt.
| Gewichtsklasse    | Ort         | Sieger           | * | in Tokio      |
| ----------------- | ----------- | ---------------- | - | ------------- |
| Fliegengewicht    | Schwerin    | Otto Babiasch    | o | Viertelfinale |
| Bantamgewicht     | West-Berlin | Rainer Poser     | o | 1. Kampf      |
| Federgewicht      | Schwerin    | Heinz Schulz     | o | Bronze        |
| Leichtgewicht     | West-Berlin | Wolfgang Schmitt | w | 1. Kampf      |
| Halbweltergewicht | Schwerin    | Heiko Winter     | o | 1. Kampf      |
| Weltergewicht     | West-Berlin | Bruno Guse       | o | 1. Kampf      |
| Halbmittelgewicht | Schwerin    | Paul Hogh        | o | 1. Kampf      |
| Mittelgewicht     | West-Berlin | Emil Schulz      | w | Silber        |
| Halbschwergewicht | Schwerin    | Jürgen Schlegel  | o | Viertelfinale |
| Schwergewicht     | West-Berlin | Hans Huber       | w | Silber        |

## Fechten
Es gab zwei Ausscheidungsturniere am 4./5. Juli in der DHfK in Leipzig und am 18./19. Juli in der Kongresshalle in Bad Dürkheim, bei denen in den einzelnen Waffengattungen zwischen den beiden Mannschaft jeder gegen jeden focht, wobei für die Einzelkämpfer Ranglisten aufgestellt wurden. Beim Rückkampf in Bad Dürkheim traten die ostdeutschen Florettherren nicht mehr an, nachdem schon feststand, dass in dieser Disziplin alle Olympiaplätze an westdeutsche Fechter fallen würden. Auch in den drei weiteren Disziplinen Damenflorett, Degen und Säbel erfochten die westdeutschen Teilnehmer jeweils die ersten fünf Plätze, die zur Olympiateilnahme berechtigten. Die Olympiateilnehmer wurden vom westdeutschen Fechterbund dann nach eigenem Ermessen ausgewählt.
In Tokio gewann im Damenflorett Helga Mees Silber und die Mannschaft Bronze.

## Fußball
Die Vorausscheidung zwischen den beiden deutschen Fußballmannschaften wurde in Hin- und Rückspiel ausgetragen. Diese fanden am 15. September 1963 im Karl-Marx-Städter Ernst-Thälmann-Stadion und am 22. September 1963 im Hannoverschen Niedersachsenstadion statt. Das erste Spiel wurde von der Ostauswahl mit 3:0, und das zweite von der Westauswahl mit 2:1 gewonnen. Damit hatte sich die Ostauswahl für eine der Olympiaqualifikationsgruppen qualifiziert, in der sie sich für Olympia qualifizieren konnte. Dort gewann sie Bronze.

## Gewichtheben
Die Ausscheidung im Gewichtheben fand am 5. Juni im Musensaal des Mannheimer Rosengartens und am 20. Juni in Haus der heiteren Muse in Leipzig statt.
| Gewichtsklasse      | Ort      | Sieger            | Leistung [kg] | * | in Tokio                          |
| ------------------- | -------- | ----------------- | ------------- | - | --------------------------------- |
| Bantamgewicht       | Mannheim | Hans Reck         | 297,5         | o | wegen Verletzung nicht angetreten |
| Federgewicht        | Mannheim | Martin Eberle     | 327,5         | w | 11. Platz                         |
| Leichtgewicht       | Leipzig  | Alfred Kornprobst | 385,0 DR      | w | 8. Platz                          |
| Mittelgewicht       | Leipzig  | Werner Dittrich   | 402,5         | o | verletzt ausgeschieden            |
| Leichtschwergewicht | Leipzig  | Karl Arnold       | 420,0         | o | 8. Platz                          |
| Mittelschwergewicht | Mannheim | Norbert Fehr      | 435,0         | w | 14. Platz                         |
| Schwergewicht       | Leipzig  | Manfred Rieger    | 465,0         | o | 11. Platz                         |

## Hockey
Die Ausscheidung zwischen den beiden deutschen Hockeymannschaften wurde in Hin- und Rückspiel ausgetragen. Das Hinspiel fand am 31. Mai im (West-)Berliner Olympiastadion statt und das Rückspiel am 14. Juni in Jena. Das Hinspiel gewann die Westauswahl mit 4:2, während die Ostauswahl das Rückspiel mit 1:0 gewann. Da jede Mannschaft ein Spiel gewonnen hatte, wurden zwei weitere Spiele angesetzt, die wiederum am 1. Juli in Jena und am 5. Juli in (West-)Berliner Olympiastadion stattfanden. Das erste Spiel gewann die Ostauswahl mit 4:2, während das zweite Spiel 2:2 endete. Damit war die ostdeutsche Mannschaft direkt für Olympia qualifiziert. Dort wurde sie ungeschlagen Fünfte.

## Judo
Die Ausscheidung im Judo fand am 4. April in der Hansehalle in Lübeck und am 5. April in der Sporthalle Marienehe in Rostock statt.
| Gewichtsklasse | Ort     | Sieger               | * | in Tokio |
| -------------- | ------- | -------------------- | - | -------- |
| Leichtgewicht  | Rostock | Matthias Schießleder | w | Vorrunde |
| Mittelgewicht  | Lübeck  | Wolfgang Hofmann     | w | Silber   |
| Schwergewicht  | Rostock | Herbert Niemann      | o | Vorrunde |
| Offene Klasse  | Lübeck  | Klaus Glahn          | w | Bronze   |

## Kanurennsport
Die Ausscheidung wurde in zwei Regatten am 12. September auf dem Mittellandkanal bei Magdeburg sowie am 17. September auf der Regattabahn Duisburg ausgetragen. Dabei qualifizierten sich die Boote mit der kleinsten Platzziffer für Olympia. Das erste Viererkajak-Rennen wurde bereits am 10. September auf der (Ost-)Berliner Regattastrecke Grünau ausgetragen mit Rücksicht auf Günter Perleberg, der 1963 aus seiner Heimatstadt Magdeburg in den Westen geflohen war.

### Männer
| Bootsgattung           | Sieger                                                               | Pz | * | in Tokio |
| ---------------------- | -------------------------------------------------------------------- | -- | - | -------- |
| Einer-Kajak 1000 m     | Erich Suhrbier                                                       | 3  | w | 4. Platz |
| Zweier-Kajak 1000 m    | Heinz Büker/ Holger Zander                                           | 3  | w | Bronze   |
| Vierer-Kajak 1000 m    | Günter Perleberg/ Bernhard Schulze/ Friedhelm Wentzke/ Holger Zander | 2  | w | Silber   |
| Einer-Kanadier 1000 m  | Jürgen Eschert                                                       | 2  | o | Gold     |
| Zweier-Kanadier 1000 m | Klaus Böhle/ Detlef Lewe                                             | 2  | w | 6. Platz |

### Frauen
| Bootsgattung       | Siegerin                             | Pz | * | in Tokio |
| ------------------ | ------------------------------------ | -- | - | -------- |
| Einer-Kajak 500 m  | Elke Felten                          | 2  | w | 4. Platz |
| Zweier-Kajak 500 m | Roswitha Esser/ Annemarie Zimmermann | 3  | w | Gold     |

## Moderner Fünfkampf
Es wurden vom 12. bis 16. Juni in Halle und Leipzig sowie vom 5. bis 9. Juli in Warendorf zwei Moderne Fünfkampf-Wettbewerbe ausgetragen. Die dabei erreichten Punktzahlen wurden addiert. Die drei besten Teilnehmer qualifizierten sich für Olympia, der Vierte wurde Ersatzmann.
| * | Name             | Punkte | * | in Tokio   |
| - | ---------------- | ------ | - | ---------- |
| 1 | Elmar Frings     | 9716   | w | 23. Platz  |
| 2 | Uwe Adler        | 9584   | o | 13. Platz  |
| 3 | Wolfgang Gödicke | 9534   | w | 12. Platz  |
| 4 | Eberhard Werner  | 9498   | o | Ersatzmann |

Die Mannschaft belegte in Tokio den 6. Platz.

## Radsport

### Bahn
Es fanden zwei Ausscheidungen am 8. oder 9. August in Ludwigshafen-Friesenheim und am 16. August auf der Alfred-Rosch-Kampfbahn in Leipzig statt. Weil danach die Entscheidungen im Tandemfahren und in der 4000-Meter-Mannschaftsverfolgung noch offengeblieben waren, fanden für diese beide Wettbewerbe zwei weitere Ausscheidungen am 19. September in Köln und am 20. September in Leipzig statt.

#### 1000 Meter Zeitfahren
Sowohl in Ludwigshafen als auch in Leipzig gewann der westdeutsche Lothar Claesges mit 1:10,37 min bzw. 1:09,15 min und war damit für Tokio qualifiziert. Dort belegte er den 6. Platz.

#### 1000 Meter Malfahren
Jeweils drei Fahrer aus Ost und West fuhren sowohl in Ludwigshafen als auch in Leipzig einzeln in Ost-West-Duellen gegeneinander. Es gewann der westdeutsche Willi Fuggerer mit 5:1 Siegen vor dem westdeutschen Ulrich Schillinger mit 4:2 Siegen. Damit waren beide für Tokio qualifiziert, wo Fuggerer im Viertel- und Schillinger im Achtelfinale ausschied.

#### 4000 Meter Einzelverfolgung
Bei den beiden Ausscheidungen wurde diese Disziplin als Einzelzeitfahren ausgetragen. In Ludwigshafen gewann der westdeutsche Lothar Spiegelberg vor dem westdeutschen Lothar Claesges, in Leipzig war die Reihenfolge umgekehrt. Nominiert für Tokio wurde Spiegelberg, der dort im Viertelfinale ausschied.

#### Tandem
Jeweils zwei Tandems aus Ost und West fuhren sowohl in Ludwigshafen als auch in Leipzig einzeln in Ost-West-Duellen gegeneinander. Nach den beiden Ausscheidungen hatten sowohl die ostdeutschen Hans-Jürgen Klunker/Wolfgang Tertschek als auch die westdeutschen Willi Fuggerer/Klaus Kobusch 3:1 Siege auf ihrem Konto. Bei den weiteren beiden Ausscheidungen zwischen diesen beiden Tandems gewannen Fuggerer/Kobusch in Köln mit 2:0 Läufen und hatten, nachdem sie den ersten Lauf in Leipzig gewonnen hatten, die Qualifikation für Tokio erreicht. Dort gewannen sie Bronze.

#### 4000 Meter Mannschaftsverfolgung
Bei den Ausscheidungen wurde diese Disziplin als Einzelzeitfahren ausgetragen. In Ludwigshafen gewann der westdeutsche Vierer in 4:35,50 min, während in Leipzig der ostdeutsche Vierer in 4:33,74 min siegte. Bei den beiden weiteren Ausscheidungen gewann jeweils der westdeutsche Vierer. Dieser fuhr stets in der Besetzung Lothar Claesges, Karl-Heinz Henrichs, Karl Link, Ernst Streng und gewann in Tokio Gold.
Der ostdeutsche Vierer war in Ludwigsburg mit Bernd Barleben, Jürgen Kißner, Siegfried Köhler und Wolfgang Schmelzer an den Start gegangen. Ab Leipzig fuhr dann Erhard Hancke für Barleben. In Köln setzte sich Kißner von seiner Mannschaft ab und blieb im Westen. Dort fuhr dann Hartmut Scholz für Kißner. In Leipzig schließlich fuhr statt Scholz Rudolf Franz.

### Straße
Es fanden zwei Ausscheidungsrennen statt, am 5. Juli rund um Gießen (186 km) und am 12. Juli rund um Erfurt (174 km). Der Sieger erhielt jeweils 30 Wertungspunkte, der Zweite 29 Wertungspunkte usw. Die ersten fünf Fahrer der Gesamtwertung qualifizierten sich für Olympia bzw. erwarben das Startrecht für ihren jeweiligen Radsportverband.
| * | Name                | Punkte | * | in Tokio |
| - | ------------------- | ------ | - | --- |
| 1 | Klaus Schützeberg   | 53     | w | Statt Schützeberg wurde der westdeutsche Peter Glemser nominiert, der nur im Mannschaftsfahren eingesetzt wurde.                        |
| 2 | Günter Hoffmann     | 50     | o | 78. Platz |
| 3 | Immo Rittmeyer      | 49     | o | 54. Platz |
| 4 | Burkhard Ebert      | 49     | w | 29. Platz |
| 5 | Heinz-Dieter Schulz | 49     | w | Statt Schulz wurde der westdeutsche Wilfried Peffgen nominiert, der nur im Einzelrennen eingesetzt wurde. Er belegte dort den 6. Platz. |

Ebert, Glemser, Hoffmann und Rittmeyer belegten im Mannschaftsfahren den 14. Platz.

## Reiten

### Dressur
Der ostdeutsche Reiterverband verzichtete auf die angesetzte Ausscheidung, sodass die Reiter vom westdeutschen Reiterverband nominiert wurden. Harry Boldt gewann in Tokio Silber, Josef Neckermann belegte den 5. Platz und Reiner Klimke den 6. Platz. Die Mannschaft gewann Gold.

### Military
Ohne Ausscheidung wurden jeweils zwei Reiter aus dem Osten und dem Westen nominiert. Der westdeutsche Fritz Ligges gewann in Tokio Bronze, Horst Karsten (w) gelegte den 6. Platz, Gerhard Schulz (o) den 20. Platz und Karl-Heinz Fuhrmann (o) den 25. Platz. Die Mannschaft gewann Bronze.

### Jagdspringen
Am 31. Mai und am 3. Juni wurden auf der Radrennbahn in (Ost-)Berlin-Weißensee bzw. im (West-)Berliner Olympiastadion jeweils zwei Umläufe geritten. Es nahmen jeweils vier Reiter aus Ost und West mit jeweils zwei Pferden teil, sodass pro Umlauf 16 Ritte angesetzt waren. Pro Veranstaltungsort kam für jeden Reiter die beste Reiter-Pferd-Kombination in die Wertung.
| * | Name des Reiters    | Namen der Pferde         | Fehlerpunkte      | * | in Tokio |
| - | ------------------- | ------------------------ | ----------------- | - | --- |
| 1 | Hermann Schridde    | Dozent, Ilona            | 8 (4+4)           | w | Silber |
| 2 | Hans Günter Winkler | Cornelia, Fidelitas      | 12 (4+8)          | w | 16. Platz |
| 3 | Alwin Schockemöhle  | Ferdl, Freiherr, Zukunft | 19 3/4 (4+15 3/4) | w | Schockemöhle ritt in Tokio nicht mit, da er kein geeignetes Pferd zur Verfügung hatte. |
| 4 | Peter Schmitz       | Amsella, Monodie         | 24 (16+8)         | w | Damit hatte sich Schmitz als Ersatzreiter qualifiziert. Für ihn wurde aber der westdeutsche Kurt Jarasinski nominiert, der bei der Ausscheidung nicht antreten konnte, und der dann auch in Tokio ritt, wo er den 8. Platz belegte. |

In der Mannschaftswertung gewann die deutsche Equipe Gold.

## Ringen

### Griechisch-römisch
Es gab zwei Ausscheidungen am 1. Juli in Zwickau und am 4. Juli in Hof. Dabei kam es in jeder Gewichtsklasse zu einem Ringerduell Ost gegen West in Hin- und Rückkampf. Eventuell musste am zweiten Veranstaltungsort ein Stichkampf entscheiden.
| Gewichtsklasse    | Sieger            | * | in Tokio |
| ----------------- | ----------------- | - | -------- |
| Fliegengewicht    | Rolf Lacour       | w | 4. Runde |
| Bantamgewicht     | Fritz Stange      | w | 4. Runde |
| Federgewicht      | Lothar Schneider  | o | 3. Runde |
| Leichtgewicht     | Franz Schmitt     | w | 4. Runde |
| Weltergewicht     | Rudolf Vesper     | o | 3. Runde |
| Mittelgewicht     | Lothar Metz       | o | Bronze   |
| Halbschwergewicht | Heinz Kiehl       | w | Bronze   |
| Schwergewicht     | Wilfried Dietrich | w | Bronze   |

### Freistil
Es gab zwei Ausscheidungen am 15. Juli in der Dortmunder Westfalenhalle und am 18. Juli im Leipziger Haus der heiteren Muse. Dabei kam es in jeder Gewichtsklasse zu einem Ringerduell West gegen Ost in Hin- und Rückkampf. Eventuell musste am zweiten Veranstaltungsort ein Stichkampf entscheiden.
| Gewichtsklasse    | Sieger            | * | in Tokio |
| ----------------- | ----------------- | - | -------- |
| Fliegengewicht    | Paul Neff         | w | 2. Runde |
| Bantamgewicht     | Karl Dodrimont    | w | 2. Runde |
| Federgewicht      | Reiner Schilling  | w | 3. Runde |
| Leichtgewicht     | Klaus Rost        | w | Silber   |
| Weltergewicht     | Martin Heinze     | o | 3. Runde |
| Mittelgewicht     | Günther Bauch     | o | 4. Runde |
| Halbschwergewicht | Heinz Kiehl       | w | 4. Runde |
| Schwergewicht     | Wilfried Dietrich | w | 3. Runde |

## Rudern
Die Ausscheidung im Rudern wurde am 29. August auf der (Ost-)Berliner Regattastrecke Berlin-Grünau und am 30. August auf der Regattabahn Duisburg ausgetragen.
| Bootsgattung | Ort           | Sieger                                                    | * | in Tokio                   |
| ------------ | ------------- | --------------------------------------------------------- | - | -------------------------- |
| Einer        | Berlin-Grünau | Achim Hill                                                | o | Silber                     |
| Doppelzweier | Duisburg      | Helmut Lebert/ Josef Steffes-Mies                         | w | 5. Platz                   |
| Zweier ohne  | Duisburg      | Wolfgang Hottenrott/ Michael Schwan                       | w | Bronze                     |
| Zweier mit   | Berlin-Grünau | Günter Bergau/ Peter Gorny/ Karl-Heinz Danielowski (Stm.) | o | Sieger des kleinen Finales |
| Vierer ohne  | Duisburg      | Germania Düsseldorf                                       | w | 6. Platz                   |
| Vierer mit   | Berlin-Grünau | Berliner RC                                               | w | Gold                       |
| Achter       | Berlin-Grünau | Ratzeburger RC                                            | w | Silber                     |

## Schießen

### Freies Gewehr
Es gab zwei Ausscheidungswettkämpfe, die am 7. Juli in Leipzig und am 28. Juli in Wiesbaden ausgetragen wurden. Die dabei erzielten Ringzahlen wurden gemittelt. Die beiden besten Schützen qualifizierten sich für Olympia, unter dem Vorbehalt, dass in den sechs Schießdisziplinen insgesamt nur zehn Sportler aus einem Land teilnehmen durften.
| * | Name                | Ringe  | * | in Tokio |
| - | ------------------- | ------ | - | --- |
| 1 | Klaus Zähringer     | 1136,5 | w | 14. Platz |
| 2 | Hans-Werner Harbeck | 1134,5 | w | Da nur 10 deutsche Sportschützen in Tokio teilnehmen durften, wurde für Harbeck der ostdeutsche Harry Köcher, der im Kleinkaliber Dreistellungskampf sowieso qualifiziert war, nominiert. Er belegte in Tokio den 8. Platz. |

### Kleinkaliber liegend
Es gab zwei Ausscheidungswettkämpfe, die am 4. oder 5. Juli in Leipzig und am 25. Juli in Wiesbaden ausgetragen wurden. Die dabei erzielten Ringzahlen wurden gemittelt. Die beiden besten Schützen qualifizierten sich für Olympia.
| * | Name         | Ringe | * | in Tokio  |
| - | ------------ | ----- | - | --------- |
| 1 | Rudolf Bortz | 591,5 | w | 24. Platz |
| 2 | Karl Wenk    | 590,5 | w | 7. Platz  |

### Kleinkaliber Dreistellungskampf
Es gab zwei Ausscheidungswettkämpfe, die am 4. oder 5. Juli in Leipzig und am 26. Juli in Wiesbaden ausgetragen wurden. Die dabei erzielten Ringzahlen wurden gemittelt. Die beiden besten Schützen qualifizierten sich für Olympia, unter dem Vorbehalt, dass in den sechs Schießdisziplinen insgesamt nur zehn Sportler aus einem Land teilnehmen durften.
| * | Name            | Ringe  | * | in Tokio |
| - | --------------- | ------ | - | --- |
| 1 | Harry Köcher    | 1138,0 | o | 4. Platz |
| 2 | Werner Lippoldt | 1134,0 | o | Da nur 10 deutsche Sportschützen in Tokio teilnehmen durften, wurde für Lippoldt der westdeutsche Klaus Zähringer, der im Freien Gewehr sowieso qualifiziert war, nominiert. Er belegte in Tokio den 22. Platz. |

### Freie Pistole
Es gab zwei Ausscheidungswettkämpfe, die am 4. oder 5. Juli in Leipzig und am 25. Juli in Wiesbaden ausgetragen wurden. Die dabei erzielten Ringzahlen wurden gemittelt. Die beiden besten Schützen qualifizierten sich für Olympia.
| * | Name                  | Ringe | * | in Tokio  |
| - | --------------------- | ----- | - | --------- |
| 1 | Johann Garreis        | 547,5 | o | 4. Platz  |
| 2 | Hans Kaupmannsennecke | 546,5 | w | 30. Platz |

### Schnellfeuerpistole
Es gab zwei Ausscheidungswettkämpfe, die am 4. oder 5. Juli in Leipzig und am 26. Juli in Wiesbaden ausgetragen wurden. Die dabei erzielten Ringzahlen wurden gemittelt. Die beiden besten Schützen qualifizierten sich für Olympia.
| * | Name           | Ringe | * | in Tokio  |
| - | -------------- | ----- | - | --------- |
| 1 | Gerhard Feller | 584,0 | o | 26. Platz |
| 2 | Lothar Jacobi  | 581,5 | o | 13. Platz |

### Wurftaubenschießen
Es gab zwei Ausscheidungswettkämpfe, die am 4./5. Juli in Leipzig und am 25./26. Juli in Darmstadt ausgetragen wurden. Die dabei erzielten Trefferzahlen wurden gemittelt. Die beiden besten Schützen qualifizierten sich für Olympia.
| * | Name                 | Treffer | * | in Tokio  |
| - | -------------------- | ------- | - | --------- |
| 1 | Heinz Rehder         | 192,5   | o | 14. Platz |
| 2 | Joachim Marschneider | 192,0   | o | 8. Platz  |

## Segeln
Die Segelausscheidung wurde in zwei Wettfahrtserien vom 19. bis 26. Juli vor Rostock-Warnemünde und vom 1. bis 7. August vor Lübeck-Travemünde durchgeführt. Die beiden Ergebnisse wurden addiert und das punktbeste Boot qualifizierte sich für Olympia.

### Finn-Dinghi
Die Ausscheidung gewann der ostdeutsche Horst Herrmann, der allerdings nur als Ersatzsegler mit nach Tokio genommen wurde. Für Olympia nominiert wurde vom ostdeutschen Seglerverband Bernd Dehmel, der bei den Ausscheidungsregatten nicht auf Sieg gesegelt war, sondern im Rahmen eines koordinierten Vorgehens der ostdeutschen Segler den Auftrag hatte, den westdeutschen Europameister und Goldcupgewinner Willi Kuhweide nicht zur Entfaltung kommen zu lassen. Kuhweide hatte daraufhin in Travemünde nach der fünften Wettfahrt entnervt aufgegeben und auch die weiteren westdeutschen Segler traten aus Solidarität mit ihm nicht mehr an. Der westdeutsche Seglerverband wollte dies nicht hinnehmen, und der Internationale Seglerverband setzte schließlich eine Ausscheidung zwischen Dehmel und Kuhweide in Tokio an, zu der Dehmel auf Geheiß der ostdeutschen Sportführung nicht antrat, worauf Kuhweide vom IOC die Startberechtigung erhielt. Er gewann Gold.

### Star
Es gewann der westdeutsche Bruno Splieth mit seinem Vorschoter Karsten Meyer. Das Boot belegte in Tokio den 6. Platz.

### Flying Dutchman
Es gewann der ostdeutsche Eberhard Reschwamm mit seinem Vorschoter Dietmar Gedde. Das Boot belegte in Tokio den 13. Platz.

### 5,5-m-Klasse
Zu den Wettfahrten in Travemünde traten die ostdeutschen Segler nicht mehr an, weil sie sich keine Chancen mehr ausrechneten. Es gewann Herbert Reich mit seinen Vorschotern Fritz Kopperschmidt und Eckart Wagner. Das Boot belegte in Tokio den 5. Platz, wobei Kopperschmidt nach der dritten Wettfahrt ausschied und durch Uwe Mares ersetzt wurde.

### Drachen
Es gewann der ostdeutsche Peter Ahrendt mit seinen Vorschotern Wilfried Lorenz und Ulrich Mense. Das Boot gewann in Tokio Silber.

## Turnen

### Männer
Es wurden am 4./5. Juli in der Essener Grugahalle und am 25./26. Juli in der Magdeburger Hermann-Gieseler-Halle jeweils ein Zwölfkampf geturnt. Die dabei erzielten Punkte wurden addiert. Die besten sechs Turner qualifizierten sich für Tokio. Der Siebtplatzierte wurde Ersatzturner.
| * | Name            | Punkte | * | in Tokio     |
| - | --------------- | ------ | - | ------------ |
| 1 | Siegfried Fülle | 226,80 | o | 15. Platz    |
| 2 | Philipp Fürst   | 226,20 | w | 24. Platz    |
| 3 | Günter Lyhs     | 225,05 | w | 29. Platz    |
| 4 | Erwin Koppe     | 224,70 | o | 19. Platz    |
| 5 | Klaus Köste     | 223,70 | o | 18. Platz    |
| 6 | Peter Weber     | 223,60 | o | 21. Platz    |
| 7 | Willi Jaschek   | 223,60 | w | Ersatzturner |

Die Riege gewann in Tokio Bronze. Finalteilnahmen an den einzelnen Geräten gab es nicht.

### Frauen
Es wurden am 27./28. Juni in der Wolfsburger Stadthalle und am 18./19. Juli in der Schweriner Sport- und Kongresshalle jeweils ein Achtkampf geturnt. Die dabei erzielten Punkte wurden addiert. Die besten sechs Turnerinnen qualifizierten sich für Tokio. Die Siebtplatzierte wurde Ersatzturnerin.
| * | Name             | Punkte | * | in Tokio |
| - | ---------------- | ------ | - | --- |
| 1 | Erika Barth      | 156,20 | o | konnte verletzungsbedingt nicht antreten                                                                          |
| 2 | Birgit Radochla  | 156,15 | o | 4. Platz |
| 3 | Ingrid Föst      | 155,40 | o | 12. Platz |
| 4 | Ute Starke       | 155,10 | o | 10. Platz |
| 5 | Christel Felgner | 154,30 | o | 35. Platz |
| 6 | Karin Mannewitz  | 154,25 | o | 31. Platz |
| 7 | Barbara Stolz    | 153,95 | o | 44. Platz. Sie qualifizierte sich zunächst als Ersatzturnerin und rückte dann für die verletzte Erika Barth nach. |
| 8 | Rosemarie Heritz | 153,25 | o | rückte als Ersatzturnerin nach                                                                                    |

Die Riege belegte den 4. Platz. Beim Pferdsprung gewann Birgit Radochla Silber und Ute Starke belegte den 6. Platz. Am Boden belegten Birgit Radochla und Ingrid Föst die Plätze 4 und 5.

## Volleyball
Da weder bei den Männern noch bei den Frauen eine deutsche Volleyballmannschaft die Kriterien des Internationalen Volleyballverbandes für eine Olympiateilnahme erfüllten, gab es zu einer innerdeutschen Volleyballausscheidung keinen Anlass.

## Wasserball
Es gab zwei Ausscheidungsspiele, die am 16. Mai in der Elbeschwimmhalle in Magdeburg und am 24. Mai in der Schwimmoper in Wuppertal stattfanden. Das erste Spiel gewann die Ostauswahl mit 3:1, während das zweite Spiel 1:1 endete. Damit war die ostdeutsche Wasserballmannschaft direkt für Tokio qualifiziert, wo sie den 6. Platz belegte.

## Wasserspringen
Es gab zwei Ausscheidungswettkämpfe, die am 19./20. August im Kölner Agrippabad und am 26./27. August in der Neptun-Schwimmhalle in Rostock ausgetragen wurden. Die jeweils drei Springer mit den besten Platzziffern qualifizierten sich für Olympia.

### Männer

#### Kunstspringen
| * | Name               | Pz | * | in Tokio |
| - | ------------------ | -- | - | -------- |
| 1 | Hans-Dieter Pophal | 3  | o | 4. Platz |
| 2 | Rolf Sperling      | 3  | o | Vorkampf |
| 3 | Horst Rosenfeldt   | 7  | w | Vorkampf |

#### Turmspringen
| * | Name          | Pz | * | in Tokio |
| - | ------------- | -- | - | -------- |
| 1 | Rolf Sperling | 3  | o | 7. Platz |
| 2 | Klaus Konzorr | 3  | w | Vorkampf |
| 3 | Gerd Völker   | 7  | o | Vorkampf |

### Frauen

#### Kunstspringen
| * | Name                | Pz | * | in Tokio                                                                     |
| - | ------------------- | -- | - | ---------------------------------------------------------------------------- |
| 1 | Ingrid Engel-Krämer | 2  | o | Gold                                                                         |
| 2 | Angelika Hilbert    | 5  | w | 8. Platz                                                                     |
| 3 | Delia Reinhardt     | 7  | o | Für sie sprang die ostdeutsche Christiane Lanzke, die im Vorkampf ausschied. |

#### Turmspringen
| * | Name                | Pz | * | in Tokio  |
| - | ------------------- | -- | - | --------- |
| 1 | Ingrid Engel-Krämer | 2  | o | Silber    |
| 2 | Delia Reinhardt     | 4  | o | 10. Platz |
| 3 | Christiane Lanzke   | 6  | o | 5. Platz  |